# Carl Hegemann

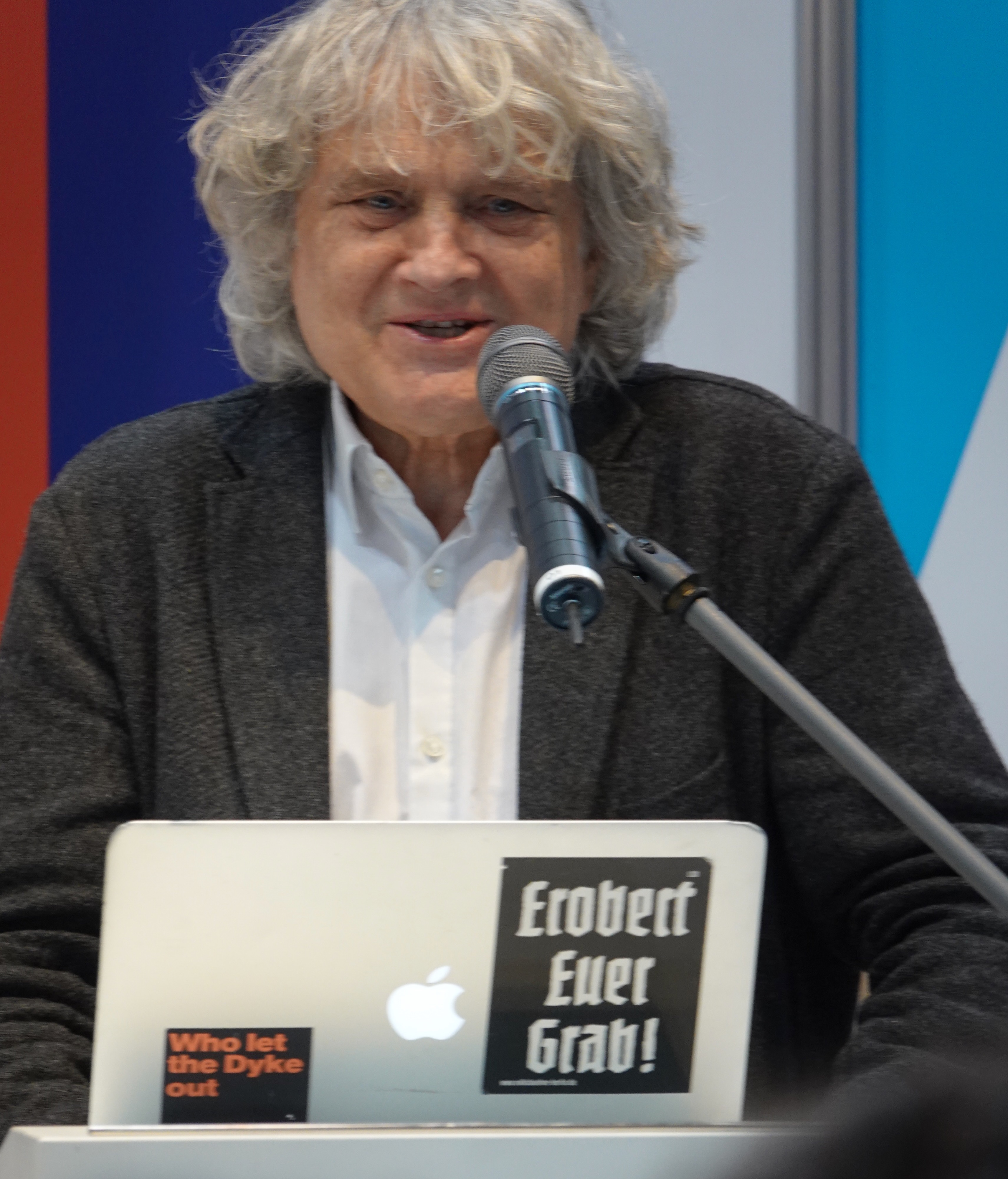
Carl Hegemann (2023)

Carl-Georg Hegemann (* 6. März 1949 in Paderborn; † 9. Mai 2025 in Berlin) war ein deutscher Dramaturg, Theaterschaffender, Autor und Hochschullehrer.

## Leben
Carl Hegemann studierte Philosophie, Gesellschafts- und Literaturwissenschaften an der Johann Wolfgang Goethe-Universität Frankfurt am Main, wo er 1979 mit einer Arbeit über Johann Gottlieb Fichte und Karl Marx promoviert wurde.
Er war Dramaturg bei den Ruhrfestspielen Recklinghausen (1988–89), am Stadttheater Freiburg im Breisgau (1989–92), am Schauspielhaus Bochum (1995–96), am Berliner Ensemble (Chefdramaturg 1996/97), an der Volksbühne am Rosa-Luxemburg-Platz (1992–1995, 1998–2006 und 2015–2017) und bei den Bayreuther Festspielen (2004–2007 und 2011–2014). Zuletzt arbeitete er an den Münchner Kammerspielen.
Von 2006 bis 2014 war er Professor für Dramaturgie an der Hochschule für Musik und Theater „Felix Mendelssohn Bartholdy“ Leipzig. Von 2011 bis 2014 war er zudem Dramaturg am Thalia Theater Hamburg. Seit dem Beginn der Intendanz von Frank Castorf an der Volksbühne am Rosa-Luxemburg-Platz (1992–2017) arbeitete er immer wieder an diesem Haus, zuletzt von 2015 bis 2017 als Chefdramaturg. Er unterrichtete an Hochschulen und Universitäten u. a. in Berlin, Frankfurt am Main, Hamburg, München, Wien und Zürich. Hegemann arbeitete ab 1997 regelmäßig mit Christoph Schlingensief zusammen.
Carl Hegemann war mit der Grafikerin und Bühnenmalerin Brigitte Isemeyer verheiratet, die gemeinsame Tochter ist die Autorin Helene Hegemann. Carl Hegemann lebte in Berlin, wo er am 9. Mai 2025 im Alter von 76 Jahren an einem Herzinfarkt starb.

## Publikationen
- Dramaturgie des Daseins. Everyday live. Hrsg. Raban Witt. Alexander Verlag, Berlin 2021, ISBN 978-3-89581-640-6.[2]
- Identität und Selbst-Zerstörung. Grundlagen einer historischen Kritik moderner Lebensbedingungen bei Fichte und Marx. Campus, Frankfurt am Main 1982 (Dissertation). Neuauflage Alexander Verlag, Berlin 2017, ISBN 978-3-89581-445-7.
- Plädoyer für die unglückliche Liebe. Texte über Paradoxien des Theaters 1980–2005. Hrsg. Sandra Umathum. Theater der Zeit, Berlin 2005, ISBN 978-3-934344-56-3.
- Herausgeber einer Reihe von Publikationen im Kontext der Arbeit an der Volksbühne am Rosa-Luxemburg-Platz (Vertrieb durch den Alexander Verlag Berlin)